# 鉄道公安
鉄道公安（てつどうこうあん）は、日本国有鉄道が設置していた一種の警察組織。英語では「Railway Police」という訳語が使用された。

## 概要
第二次世界大戦終結直後の日本の鉄道は、急激な治安の悪化に見舞われていた。スリや置引きといった一般の犯罪だけでなく、連合国軍関係物資の抜き取り事件も頻発したため、これを憂慮したGHQは1947年3月19日に日本政府へ指令を発し、運輸省鉄道総局の外局として「鉄道公安事務局」を設置させ、鉄道公安制度の整備を図らせた。
1949年6月1日、日本国有鉄道の発足に伴い、本社内に「鉄道公安局」が設けられた（1952年に「公安本部」と改称）。また、地方組織として各鉄道管理局（本社直属の「総局」を含む）の営業部（または運輸部）に公安課が設けられ、現場第一線の組織として鉄道公安室が全国各主要駅に設置された。
国鉄分割民営化に際しては鉄道公安制度の処遇が問題になったが、最終的に各都道府県警察へ業務を移管することに決まり、国鉄最後の日に当たる1987年3月31日に鉄道公安組織は解散し、翌4月1日から各都道府県警察に新設された鉄道警察隊が業務を引き継いだ。
なお、鉄道公安本部長は警察官僚が出向することが通例となっていた。逆に、国鉄のキャリア組職員が警察に出向し、警察本部長を務めた例もある。組織の任務や権限から、警察とは密接な関連があり、両者の関係はおおむね良好であったと記録されている。

## 沿革
- 1947年（昭和22年）4月1日　運輸省鉄道総局の外局として鉄道公安事務局を設置。
- 1949年（昭和24年）6月1日　日本国有鉄道が発足。国鉄本社に鉄道公安局を設置。
- 1949年（昭和24年）7月6日　下山事件が発生。
- 1949年（昭和24年）7月15日　三鷹事件が発生。
- 1949年（昭和24年）8月17日　松川事件が発生。
- 1951年（昭和26年）4月24日　桜木町事故が発生。
- 1952年（昭和27年）8月5日　「鉄道公安局」を「公安本部」に改称。
- 1954年（昭和29年）9月21日　洞爺丸事故が発生（青函連絡船は国鉄が運航）。
- 1962年（昭和37年）3月30日　国労久留米駅事件が発生。
- 1962年（昭和37年）5月3日　三河島事故が発生。
- 1963年（昭和38年）4月27日　東京鉄道公安機動隊発足。
- 1964年（昭和39年）4月1日　札幌鉄道公安機動隊発足。
- 1964年（昭和39年）5月1日　大阪鉄道公安機動隊発足。
- 1964年（昭和39年）6月1日　門司鉄道公安機動隊発足。
- 1964年（昭和39年）10月1日　東海道新幹線営業開始。
- 1965年（昭和40年）6月1日　新潟鉄道公安機動隊発足。
- 1968年（昭和43年）1月16日　博多駅事件が発生。
- 1968年（昭和43年）1月17日　佐世保エンタープライズ寄港阻止闘争が発生。
- 1968年（昭和43年）6月11日　山田弾薬庫輸送阻止闘争が発生。
- 1969年（昭和44年）10月21日　新宿騒乱が発生。
- 1971年（昭和46年）10月20日　革マル派が国鉄本社に乱入。
- 1973年（昭和48年）3月13日　上尾事件が発生。
- 1973年（昭和48年）4月24日　首都圏国電暴動が発生。

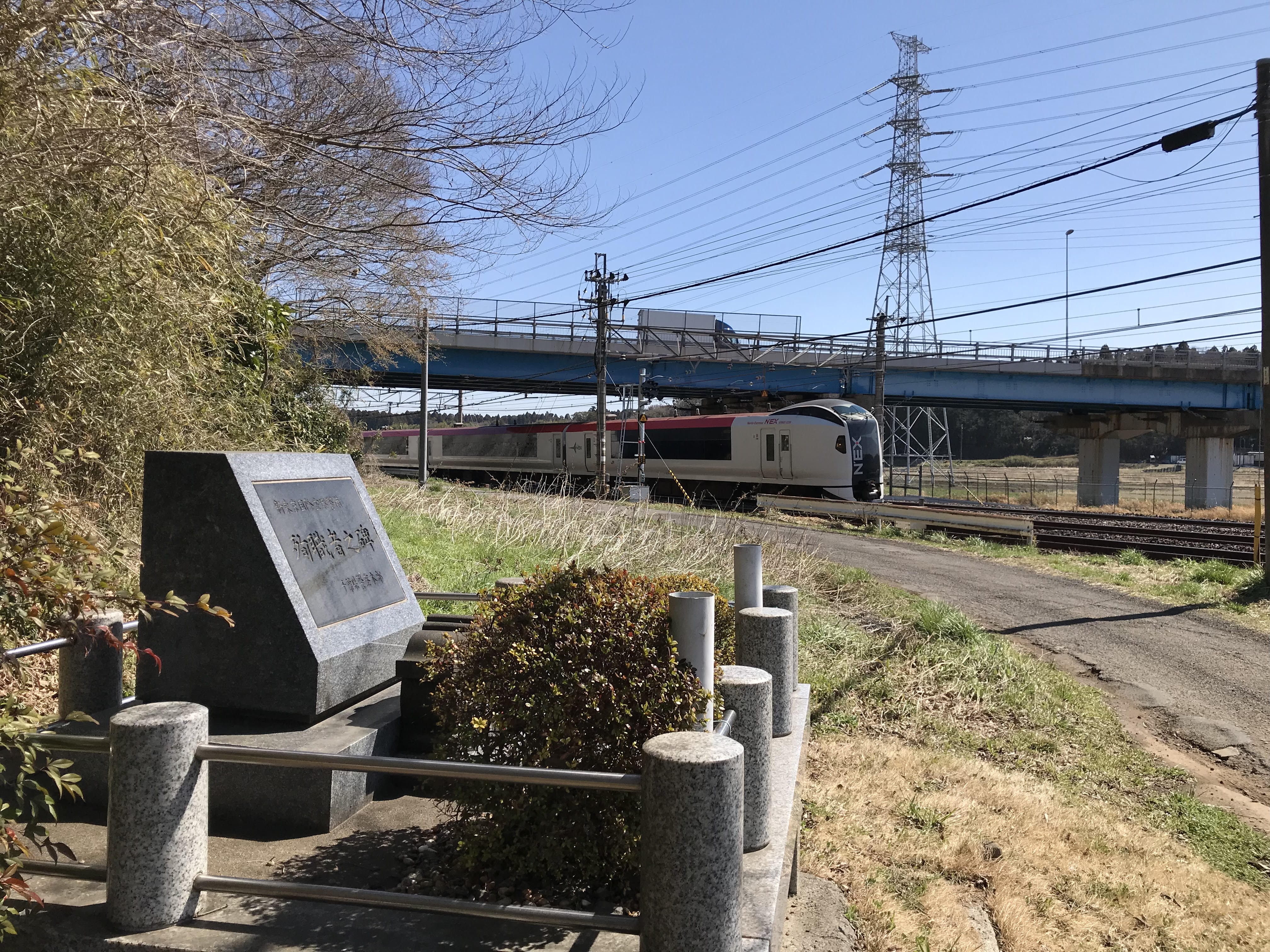
ヘリコプター事故の慰霊碑

- ヘリコプター事故の慰霊碑1978年（昭和53年）3月5日　新東京国際空港航空燃料輸送（暫定輸送）警備を開始。
- 1978年（昭和53年）6月29日　暫定輸送警備にあたっていたヘリコプターが佐倉市内で墜落。職員2人が殉職。
- 1982年（昭和57年）3月5日　主要な鉄道公安室を「中央鉄道公安室」とする。
- 1983年（昭和58年）8月6日　燃料備蓄輸送警備を終了。
- 1985年（昭和60年）11月29日　国電同時多発ゲリラ事件が発生。
- 1986年（昭和61年）1月10日　警察庁に鉄道公安事務移管準備室を設置。
- 1987年（昭和62年）3月31日　鉄道公安組織が解散し、翌日より鉄道警察隊に引き継がれた。

## 歴代鉄道公安幹部
歴代の公安本部長（鉄道公安事務局長、鉄道公安局長を含む）を掲載する
1. 川原道正
2. 芥川治
3. 調所一郎
4. 久留義恭
5. 高倉一雄
6. 橋本錬太郎
7. 瀬崎芳郎
8. 長沢小二郎
9. 向井潔
10. 柏原及也
11. 須藤博忠
12. 木村善隆
13. 鍛治鐵人
14. 岸要
15. 星田守
16. 池田速雄
17. 氏平秀夫
18. 塩飽得郎
19. 鉄炮塚瑞彦
20. 山口弘之

## 鉄道公安機動隊
鉄道公安では、独自の機動隊である「鉄道公安機動隊」を設置していた。この機動隊は主にお盆や年末等の多客時の応援や、事故・災害時の救援活動、国鉄職員の労働組合の団体行動の際の警備業務等を実施していた。博多駅事件や佐世保エンタープライズ寄港阻止闘争事件等では過激派学生の移動に対する警備を、山田弾薬庫米軍弾薬輸送 や新東京国際空港燃料備蓄輸送等では輸送妨害に対する警備を実施している。
人員は、東京鉄道公安機動隊の新設時の例では70名編成であった。
防石面付きヘルメット・出動服等については、当時の警察機動隊の装備に類似するものを使用していた。盾（ライオットシールド）については、当時の写真や記録では使用は見られない。
- 札幌鉄道公安機動隊（札幌市）
- 新潟鉄道公安機動隊（新潟市）
- 東京鉄道公安機動隊（東京都）
- 大阪鉄道公安機動隊（大阪市）
- 門司鉄道公安機動隊（北九州市）

1963年（昭和38年）から1965年（昭和40年）にかけて、全国で上記5隊の機動隊が編成されたが、鉄道公安職員の総定員数が抑制される中、鉄道公安室の人員体制強化が図られる一方で、鉄道公安機動隊は次第に縮小され、国鉄末期の1985年4月の時点では東京（127名編成）・大阪（37名編成）の2隊のみとなっていた。
現在の鉄道警察隊では、鉄道公安機動隊に相当する独自の機動隊は組織されていない。